# Coppa Placci 1985
La Coppa Placci 1985, trentacinquesima edizione della corsa, si svolse il 7 settembre 1985 su un percorso di 225 km. La vittoria fu appannaggio dell'italiano Silvano Contini, che completò il percorso in 5h48'45", precedendo i connazionali Bruno Leali e Tullio Cortinovis.

## Ordine d'arrivo (Top 10)
| Pos. | Corridore         | Squadra                         | Tempo    |
| ---- | ----------------- | ------------------------------- | -------- |
| 1    | Silvano Contini   | Ariostea                        | 5h48'45" |
| 2    | Bruno Leali       | Carrera-Vagabond                | s.t.     |
| 3    | Tullio Cortinovis | Murella-Rossin                  | s.t.     |
| 4    | Marino Amadori    | Alpilatte-Olmo-Cierre           | s.t.     |
| 5    | Urs Zimmermann    | Carrera-Vagabond                | s.t.     |
| 6    | Claudio Corti     | Supermercati Brianzoli          | s.t.     |
| 7    | Giuseppe Petito   | Ariostea                        | a 1'25"  |
| 8    | Marino Lejarreta  | Alpilatte-Olmo-Cierre           | s.t.     |
| 9    | Claudio Savini    | Vini Ricordi-Pinarello-Sidermec | s.t.     |
| 10   | Jean-Marie Grezet | Cilo-Aufina                     | s.t.     |